# Hervé Théry

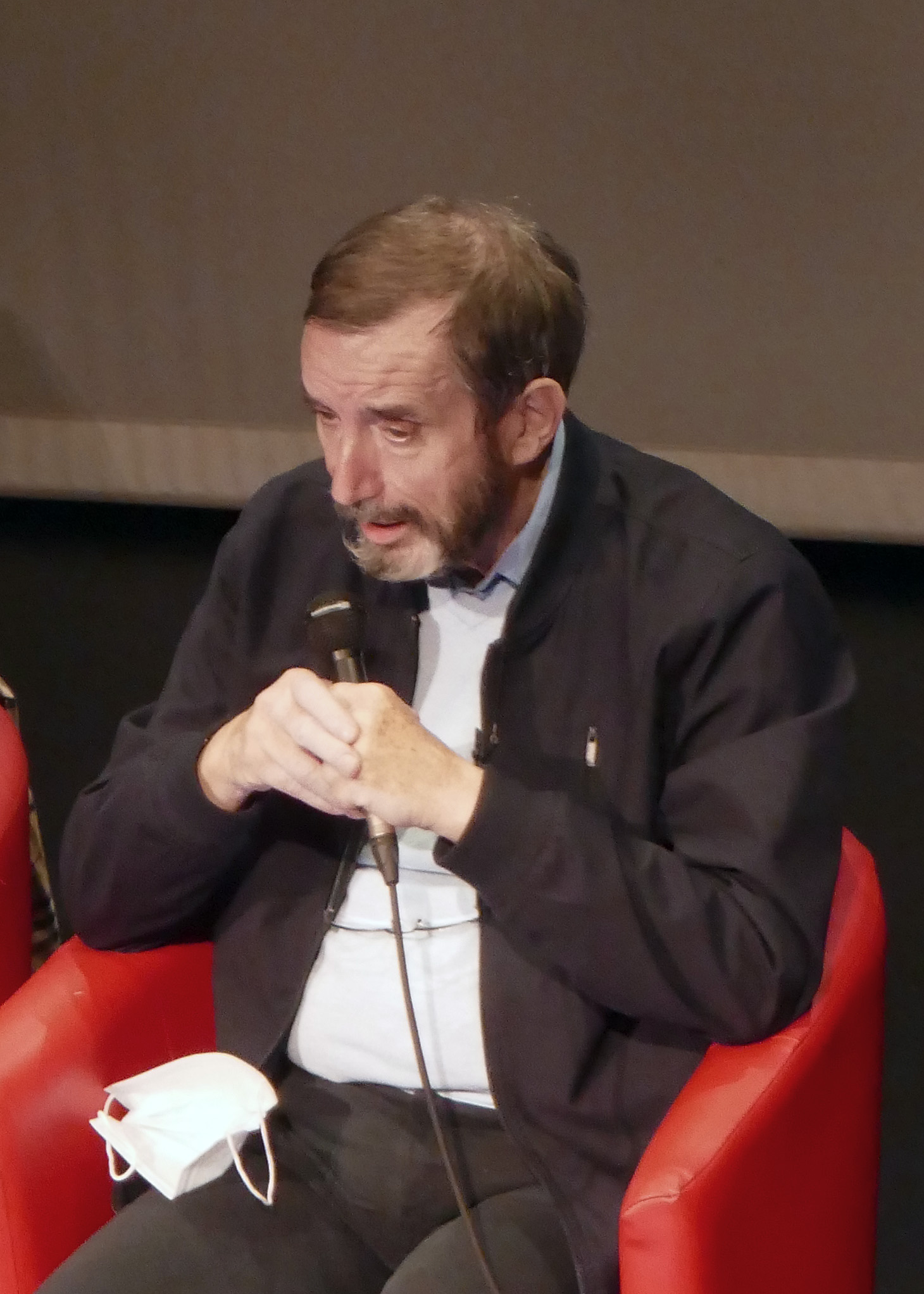
Hervé Théry

Hervé Théry (geboren am 4. Dezember 1951 in Somain, Frankreich) ist ein französischer Geograph. Théry half in Brasilien die Konzepte und Methoden der französischen Regionalgeographie zu etablieren.
Er ist Absolvent der École normale supérieure in Paris, Forschungsdirektor beim Centre de recherche et de documentation sur l'Amérique latine (CREDAL), Inhaber des Pierre-Monbeig-Lehrstuhls und derzeit Professor an der Universität São Paulo in Brasilien. Im Jahr 2007 gründete er das französisch-brasilianische Magazin Confins.
Seine Forschung konzentriert sich auf die Dynamiken des brasilianischen Territoriums, er beschäftigt sich insbesondere mit Pionierfronten, welche, als Agrarkolonisation kennzeichnend, weiter in den Amazonaswald vorrücken. Die Ausbreitung dieser Fronten zum Nachteil des tropischen Regenwaldes schafft große ökologische und soziale Spannungen, die einer eingehenden Analyse und Diskussion bedürfen, zu denen die Geographie laut Théry vor allem durch den Einsatz rationeller thematischer Karten beitragen kann.